# Dunaysir
Dunaysir fou una antiga vila i fortalesa medieval, avui en territori de Turquia a uns 20 km al sud de Mardin, a la riba d'un rierol que desaigua al Khabur.
Fou probablement la fortalesa anomenada Adenystrai per Dió Cassi. La seva importància va arribar al segle xiii com a centre de caravanes (la Kosar del croats). Després va entrar en decadència i va passar a dependre de Mardin. Correspon a la moderna vila kurda de Koç Hişar.